# Give Me a Wall
 (octobre 2018).
Si vous disposez d'ouvrages ou d'articles de référence ou si vous connaissez des sites web de qualité traitant du thème abordé ici, merci de compléter l'article en donnant les références utiles à sa vérifiabilité et en les liant à la section « Notes et références ».
Albums de ¡Forward, Russia!
- Life Processes
(2008)
Give Me a Wall est le premier album de ¡Forward, Russia!, et est sorti au Royaume-Uni le 15 mai 2006 et aux États-Unis le 19 décembre 2006.

## Composition
Les pistes de l'album incluent les singles publiés auparavant Twelve, Nine et Thirteen. L'album a été publié via le label du groupe, Dance to the Radio. Lorsqu'on leur a demandé pourquoi l'album était auto-produit, le guitariste Whiskas a déclaré « On en a marre d'attendre que les labels se décident, alors on le fait nous-mêmes ». Conformément à la tradition établie jusque-là, toutes les pistes sont nommées en fonction de leur ordre d'écriture.

## Liste des pistes
Toutes les chansons écrites par ¡Forward, Russia!.
| No  | Titre         | Durée |
| --- | ------------- | ----- |
| 1.  | Thirteen      | 4:02  |
| 2.  | Twelve        | 2:14  |
| 3.  | Fifteen Pt I  | 4:14  |
| 4.  | Nine          | 3:56  |
| 5.  | Nineteen      | 4:54  |
| 6.  | Seventeen     | 4:05  |
| 7.  | Eighteen      | 3:37  |
| 8.  | Sixteen       | 5:48  |
| 9.  | Seven         | 3:28  |
| 10. | Fifteen Pt II | 5:23  |
| 11. | Eleven        | 7:28  |

Il y a également une courte piste instrumentale incluse dans le prégap de Eleven, et si le CD est enroulé au début de Thirteen, une version longue de l'intro est jouée pendant 46 secondes, reliant la fin de Eleven au début de Thirteen.